# Pierre Dumont
Pierre Étienne Louis Dumont (ur. 18 lipca 1759 w Genewie, zm. 29 września 1829 w Mediolanie) – francuski pisarz filozoficzny. Od 1785 pracował jako wychowawca w Londynie. Przez pierwsze lata rewolucji francuskiej żył w Paryżu i brał udział w pracach Mirabeau (Souvenir sur Mirabeau, 1832), po czym powrócił do Anglii, gdzie opracował idee Benthama i tłumaczył jego dzieła.